# Grupul de presă FLUX
Pentru alte utilizări ale termenului flux vezi articolul Flux (dezambiguizare).
Grupul de presă FLUX (Republica Moldova) este format din Agenția de presă "Flux Pres" și Ziarul "Flux continuu".
Acesta din urmă este un cotidian național, care are și o ediție de vineri.
A fost fondat în 1995.
Tirajul actual este de 56.000 de exemplare.